# Lancia Montecarlo
O Lancia Montecarlo (Tipo 137) é um automóvel esportivo de dois lugares com motor central, projetado pela Pininfarina, fabricado e comercializado pela Lancia na Itália para os anos-modelo de 1975 a 1981, divididos em duas séries.
A primeira série (1975-1978) foi comercializada como Lancia Beta Montecarlo e a segunda (1980-1981) como Lancia Montecarlo. Em ambos os casos, Montecarlo era escrito como uma única palavra, diferentemente da cidade de Monte Carlo. Ambas as séries eram oferecidas nas carrocerias Coupé e Spider, esta última apresentando uma capota conversível estilo targa, com abertura manual. Uma versão modificada do Spider foi comercializada nos Estados Unidos como Lancia Scorpion (1976-1977).
A produção total abrangeu de 1974 a 1982, com um hiato em 1979 — atingindo um total de 7.798 unidades.  Foram fabricados 3.558 modelos targa da primeira série e 817 da segunda série; juntamente com 2.080 modelos cupê da primeira série e 1.123 da segunda série — além de 220 modelos de competição produzidos (Lancia 037).

## Design

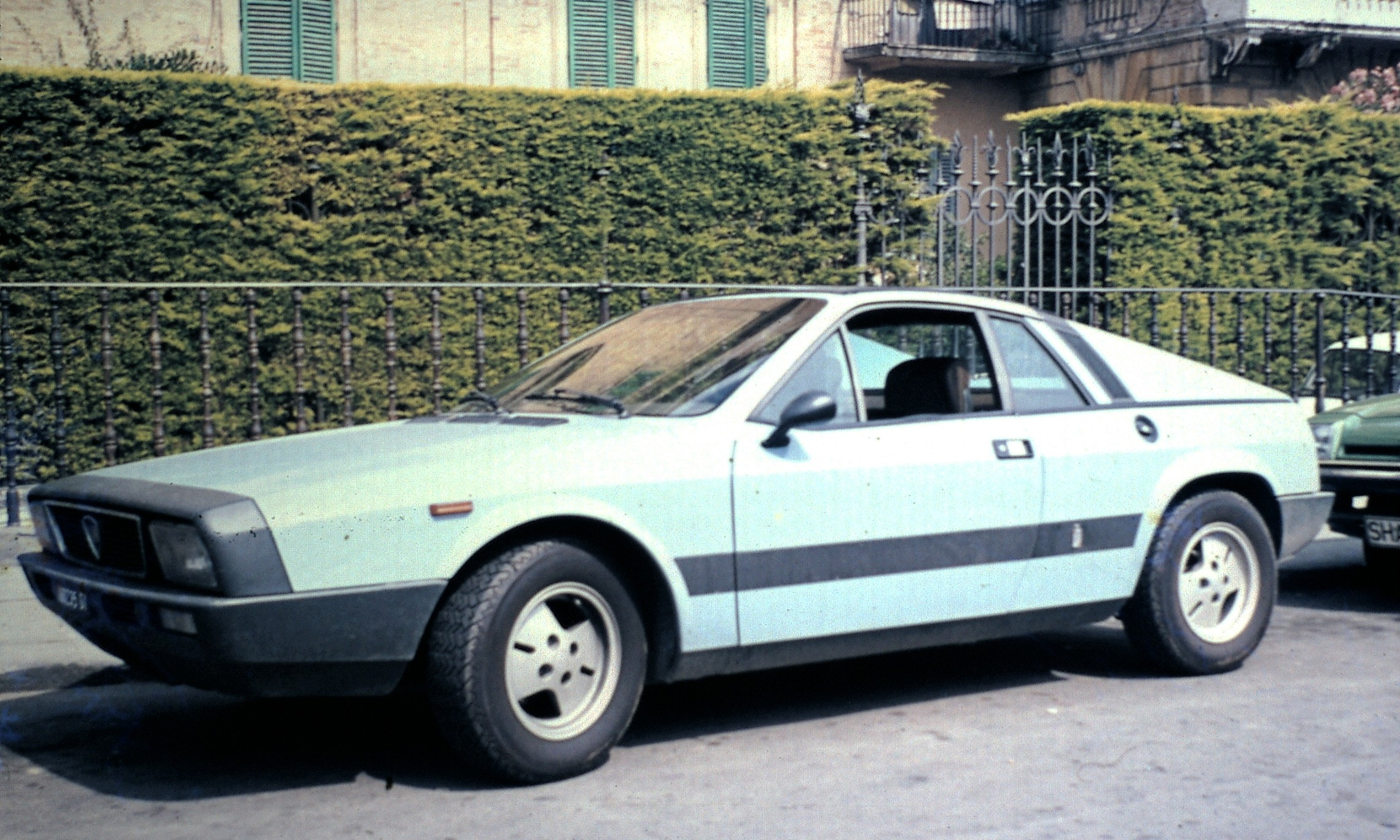
Beta Montecarlo

A Fiat contratou a Pininfarina para projetar e desenvolver o substituto do 124 Coupé. A Bertone propôs uma alternativa mais barata, que se tornou o Fiat X1/9. A Pininfarina continuou com seu projeto, o Fiat X1/8, que previa um esportivo com motor central e um motor V6 de 3 litros. O projeto do X1/8 seria o primeiro carro da Pininfarina a ser totalmente desenvolvido e produzido internamente, em vez de se basear em um carro de produção existente. O trabalho de design inicial foi concluído em 1969, e o design final, por Paolo Martin, foi concluído em 1971.
Durante a primeira crise do petróleo na década de 1970, o projeto foi renomeado para "X1/20" e o motor foi trocado por uma versão de quatro cilindros e 2 litros. O primeiro protótipo do X1/20 foi o Fiat Abarth SE 030 para corridas em 1974. Após a temporada de corridas de 1974, a Fiat encerrou seu programa Abarth SE 030. O projeto X1/20 foi entregue à Lancia, que buscava uma alternativa premium ao carro X1/9 da Fiat.
Para um nível premium de equipamentos, a Lancia contava com a nova versão de 1.995 cc do motor de quatro cilindros com comando de válvulas duplo do Fiat 124 Sport Coupé, suspensão MacPherson e, assim como no 124 Sport Coupé, uma caixa de câmbio de cinco marchas e freios a disco dianteiros e traseiros. Como o Montecarlo resultante compartilhava poucos componentes com os outros modelos Beta, a Pininfarina foi escolhida para produzir o carro em sua totalidade.
O Montecarlo estava disponível como um "Coupé" com teto fixo e como um "Spider" com teto aberto e um grande teto de lona dobrável entre os pilares A e B.

## Galeria

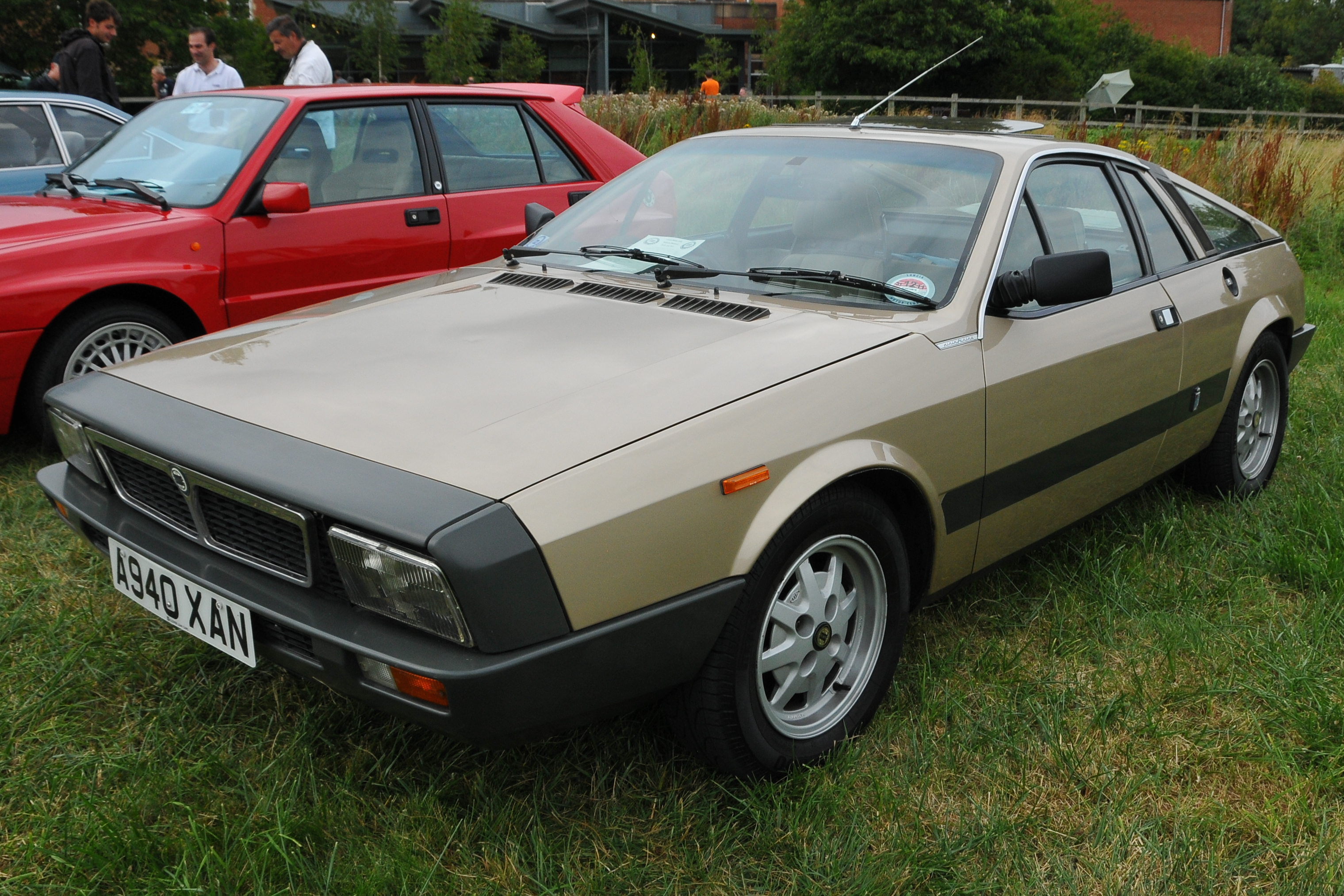
Lancia Montecarlo
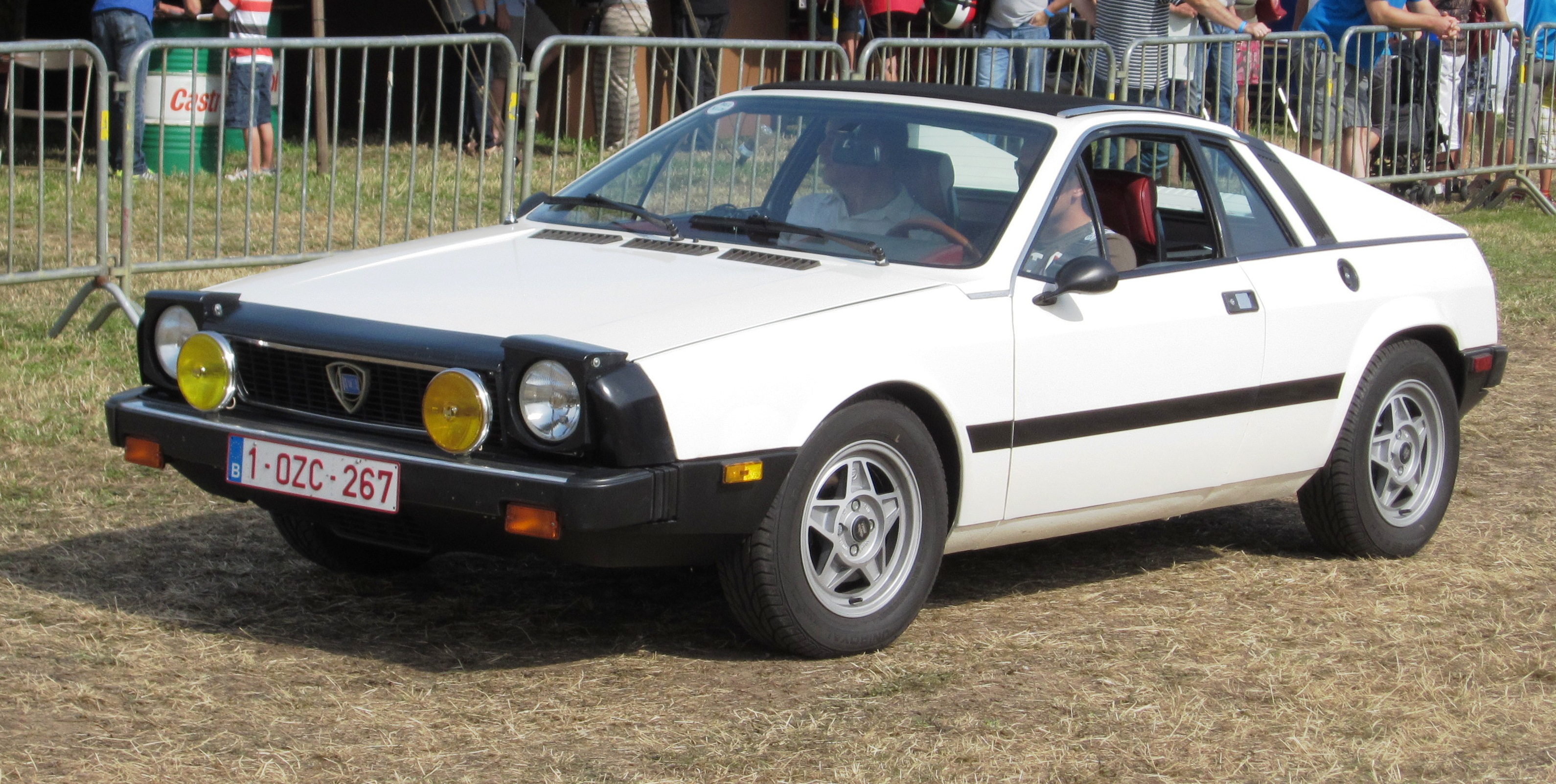
Lancia Scorpion do mercado americano
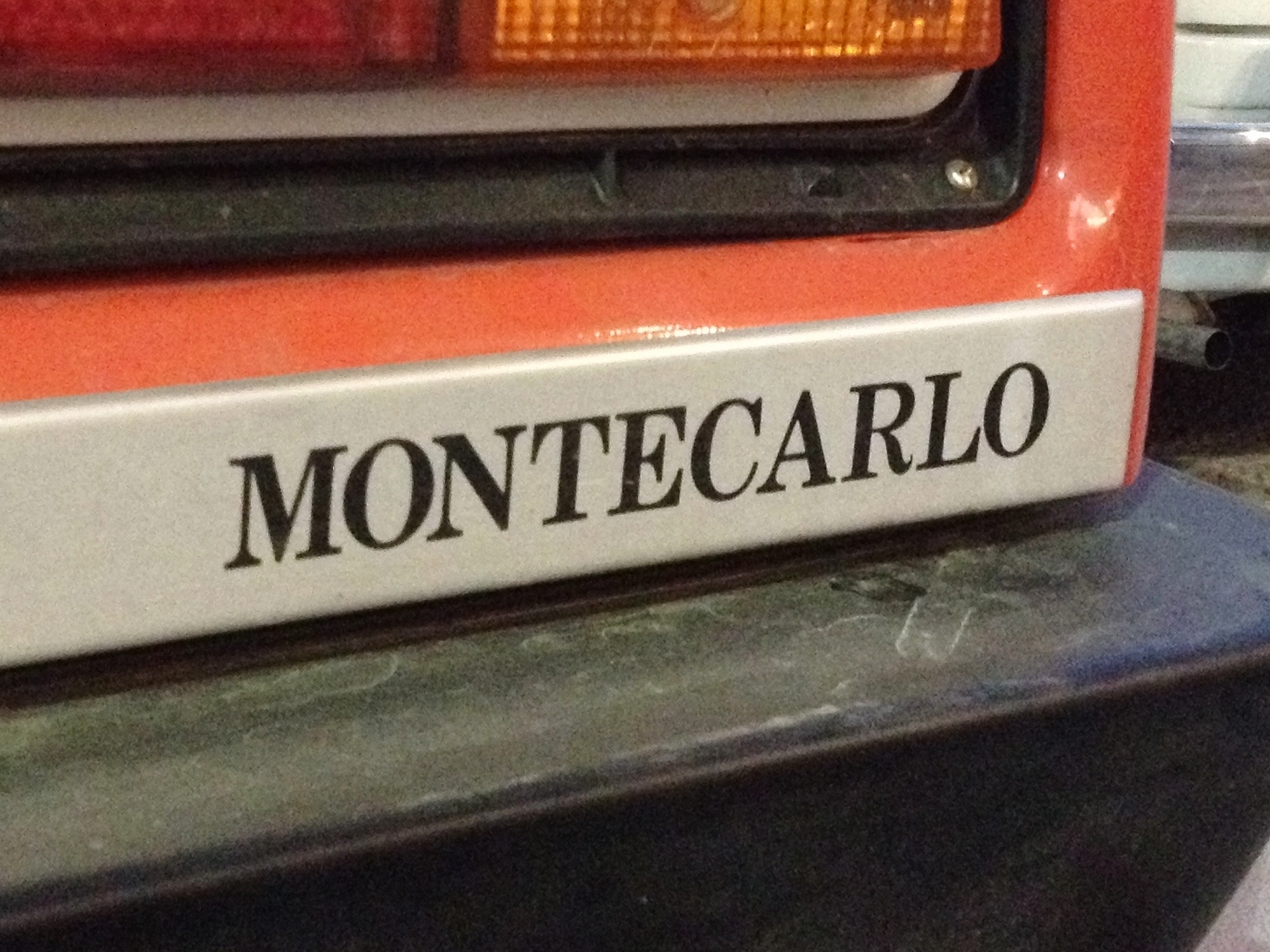
Emblema do Lancia Montecarlo
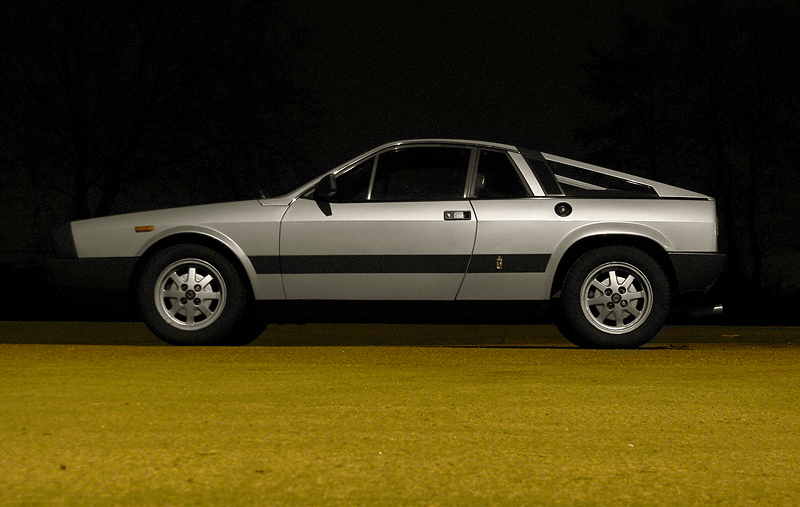
Lancia Montecarlo
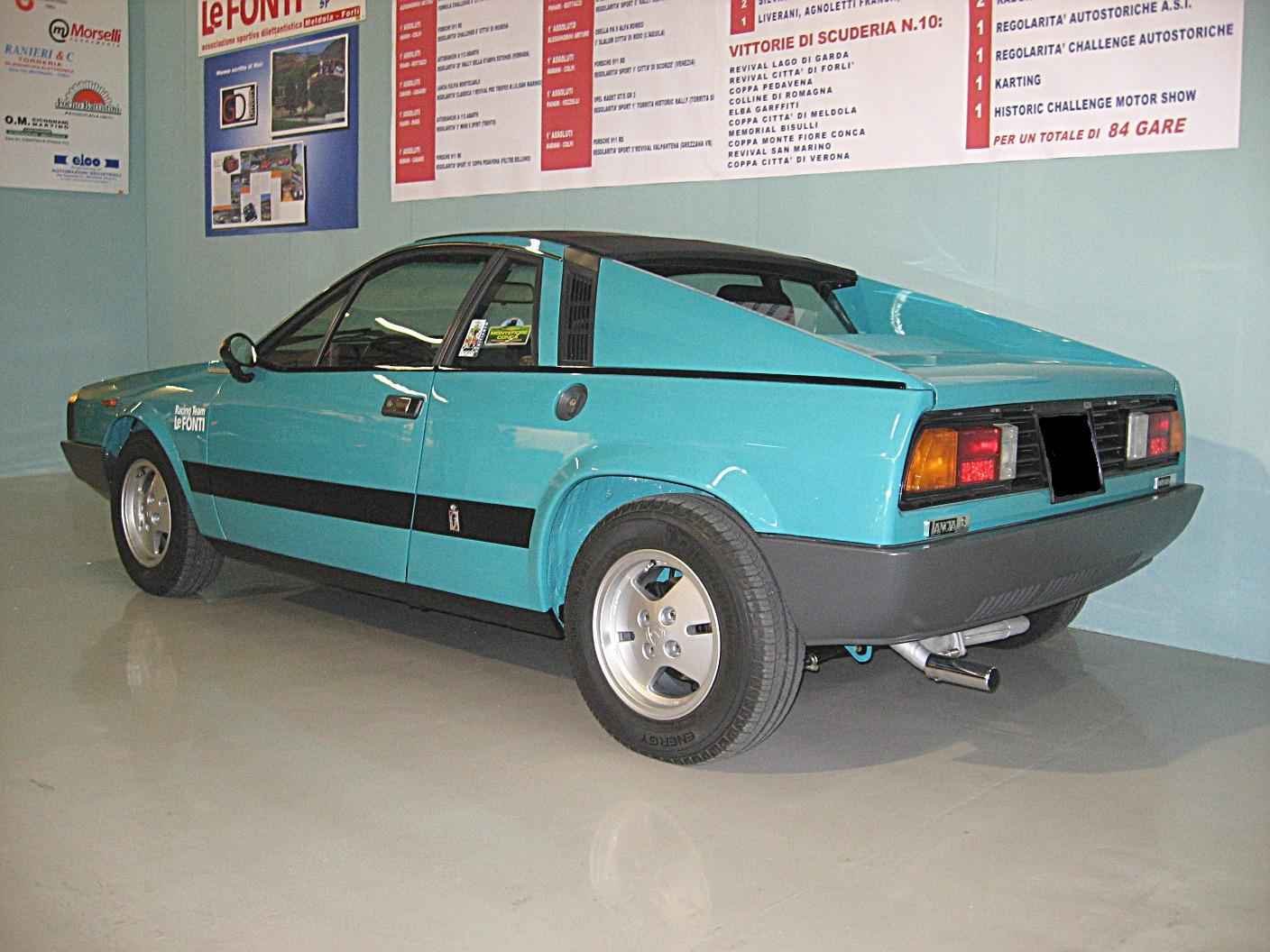
Lancia Beta Montecarlo Spider 1977 com contrafortes sólidos iniciais
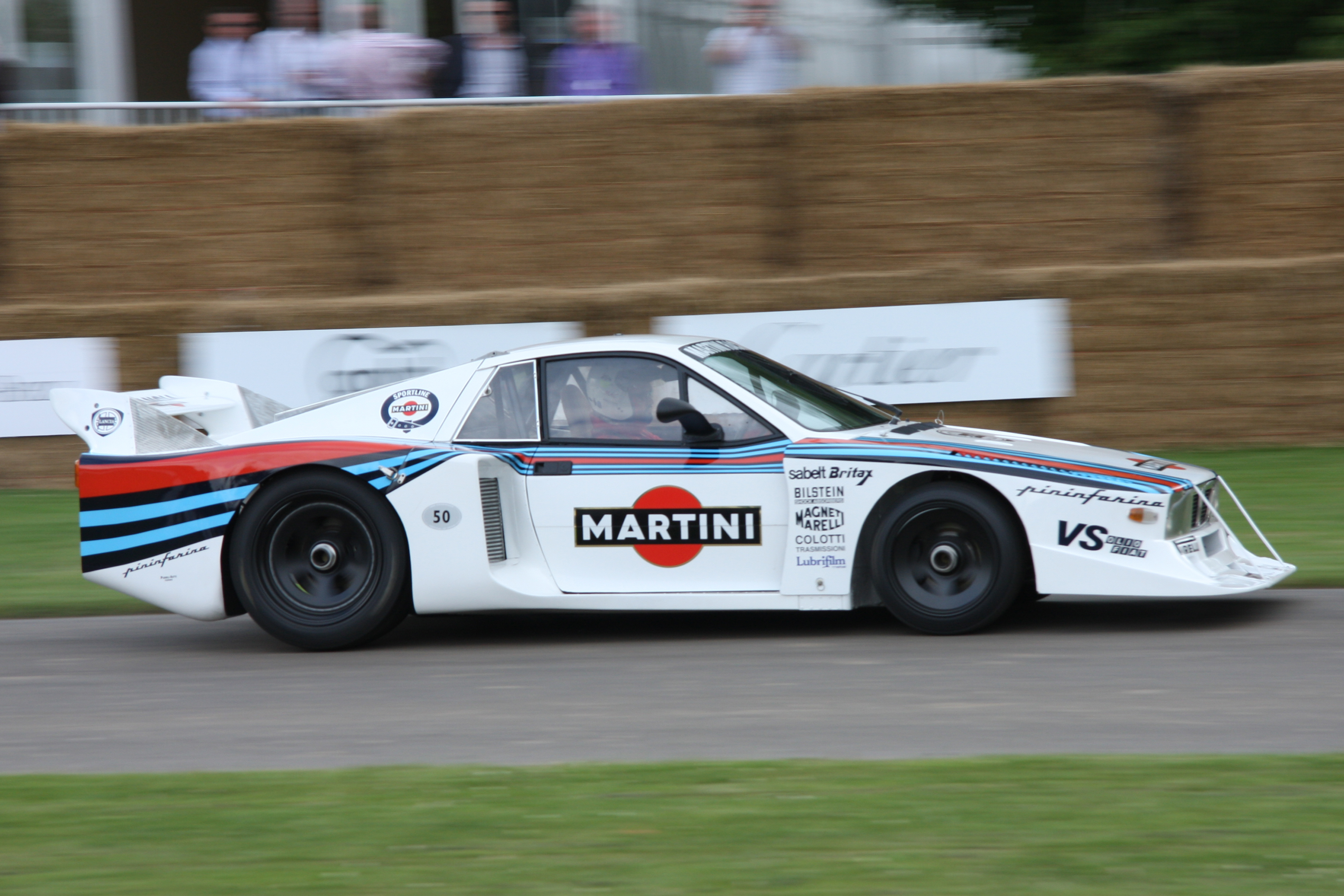
Lancia Montecarlo Turbo do Grupo 5